# 巴黎迪士尼樂園度假區
巴黎迪士尼樂園度假區（法語及英語：Disneyland Paris），前稱歐洲迪士尼度假區（Euro Disney Resort），是一座位於法國法蘭西島馬恩河谷的一個巨型迪士尼度假區。它的主要遊樂設施有兩個，一個是巴黎迪士尼樂園、另一個是華特迪士尼影城。當時巴黎迪士尼樂園稱為歐洲迪士尼度假區（Euro Disney Resort），在華特迪士尼影城開幕，整個度假區的名字則改成了巴黎迪士尼樂園度假區（Disneyland Resort Paris）。最近的鐵路車站是马恩拉瓦莱-谢西站。巴黎迪士尼樂園度假區的面積是1942.5公頃，是世界上第二大的迪士尼度假區（第一名為美國佛羅里達州的華特迪士尼世界度假區），但即使如此、其總面積也遠遠超過其他迪士尼度假區；按照公頃計算它的面積有上海迪士尼度假區的4.7倍、東京迪士尼度假區的9.7倍、香港迪士尼度假區的15.4倍之大；但是由於巴黎迪士尼度假區有2/5的土地都是空白地區、實際面積只有五分之三即1165.5公頃，但即使如此還是比第二大的上海迪士尼度假區大755.5公頃、實際面積依舊是大多數迪士尼的2倍以上。

## 歷史沿革
- 1972年，建設海外迪士尼的計劃發表。
- 1983年，因為東京迪士尼的大成功、所以迪士尼總公司增加建設巴黎迪士尼的預算，並且用更大的面積來建造迪士尼。
- 1984年，釋放出建設候補地約120公頃的消息。
- 1985年3月，原本是想在西班牙和法國當中選擇一個建造，以為內西班牙的環境和美國加利福尼亞州、佛羅里達州很接近，都屬於熱帶海洋或者地中海求，所以對迪士尼樂園來說有著統一性；但後來因為西班牙整體的土壤是硬化岩盤導致無法建造大型設施而作罷。最終選擇了巴黎郊外的馬恩河谷 (Marne-la-Vallée) ，想藉著世界旅遊人數第一名的城市法國巴黎來提升迪士尼樂園的來客人數，這裡也是汽車4小時圏内，有6800万人的大空間，算上飛機2小時圏内約3億人的旅遊空間，這可以提供源源不斷的客源。
- 1985年12月，迪士尼公司和法國政府交涉，最終決定建設用地20平方公里。
- 1988年8月，第一個主題公園巴黎迪士尼樂園開始建設。
- 1990年12月，一開始的名稱被定為歐洲迪士尼"Espace Euro Disney"。然後為了迎接1996年的開園以及預算很充足，再追加了歐洲迪士尼影城"Disney-MGM Studios Europe"。沙特阿拉伯的瓦利德王子擁有巴黎迪士尼的10%股權。[1]
- 1992年4月12日，歐洲迪士尼開園。
- 2002年3月16日，第二個園區、華特迪士尼影城開園。同時，把兩個設施的名稱統一改為「巴黎迪士尼度假區」，把原來的歐洲迪士尼改名為巴黎迪士尼樂園。負責管理歐洲迪士尼流動資產的Oddo證券公司分析師貝克爾認為，歐洲迪士尼在2002年開設第2個主題公園華特迪士尼影城，是歐洲迪士尼「頭號負累」的元兇，在原本預算充足的狀態下拖垮了巴黎迪士尼的經濟。[2]
- 2009年11月,官方宣布延遲償還4,500萬歐元(約4.3億港元)債項，令公司價股大跌13%。
- 2010年5月，歐洲迪士尼仍因建造巴黎迪士尼樂園而欠下19億歐元(約181.7億港元)的債務。歐洲迪士尼因財務目標未能達到，並且因為金融海嘯和希臘次貸危機而不得不再次陷入巨額虧損。
- 2011年，負債達到18億7000萬歐元，法國政府表示公開介入巴黎迪士尼，確實在2024年前償清所有債務。
- 2012年4月，法國迪士尼淨損728億美元，儘管營業額成長13億歐元。，[3]
- 2012年9月，華特迪士尼公司向巴黎迪士尼提供13.3億歐羅的貸款，還清所有銀行債務。華特迪士尼公司自己也成為了巴黎迪士尼樂園度假區的債主。迪士尼公司收取4厘利息，比法國銀行的5.1厘低，在未來5年可以為巴黎迪士尼節省4千5百萬歐元的利息費用。[4]
- 2013年9月15日，比利時游客加伦特去信华特迪士尼公司首席执行员羅伯特·艾格，批评乐园设施残旧甚至弃置不顾，还取消所有即场舞台表演，堪称「全球独家」，要求迪士尼改善素质，信件迅即获逾5100人签名联署。加伦特指迪士尼一向奉行「质素是最佳营商计划」的宗旨，但巴黎迪士尼却陷入「不能接受的荒废状態」，今年暑假旺季更是首次没即场表演。相信这不只是巴黎迪士尼，也是全球迪士尼乐园的「第一次」。加伦特呼吁艾格介入改善巴黎迪士尼乐园。[5]
- 2014年10月6日，鑑於巴黎迪士尼樂園近年入場人數不斷下滑，導致營運公司歐洲迪士尼(Euro Disney)債台高築。歐洲迪士尼昨日宣布獲華特迪士尼公司注資約10億歐元(約97.4億港元)，當中4.2億歐元(約41億港元)為現金注資，同時以債換股方式，額外提供6億歐元(約58.4億港元)。注資完成後，歐洲迪士尼現金將增至2.5億歐元(約24.3億港元)，淨負債將由目前的17.5億歐元(約170億港元)降至10億歐元。[6]
- 2017年2月10日，華特迪士尼公司宣佈已向沙特阿爾瓦利德王子購入其所持的9%歐洲迪士尼樂園股份，令迪士尼持股增至85.7%，並提出以每股2歐羅收購餘下股份，以助當地迪士尼樂園恢復因巴黎恐襲事件後暴跌的人氣。[7]
- 2018年2月27日，迪士尼執行長伊格（Bob Iger）與法國總統馬克宏（Emmanuel Macron）在巴黎會面後宣布斥資20億歐元（約新台幣724億元）擴建巴黎迪士尼樂園，其中包括新建以蜘蛛人、綠巨人浩克等漫威英雄作為主題的遊樂園區，預計於2021年起陸續推出。迪士尼表示，此擴建計畫將改造巴黎迪士尼樂園，並推出3個新的遊樂園區，分別以迪士尼熱門動畫電影《冰雪奇緣》、《星際大戰》系列電影與《漫威英雄》作為主題。而這也是巴黎迪士尼開幕26年以來規模最大的擴建園區計畫。伊格表示，巴黎迪士尼樂園擴建將「引進更多大家喜愛的卡通角色與故事情節」，並增加新的遊樂設施與表演，希望能夠提升遊客的娛樂體驗、拉抬當地觀光產業。而法國首都巴黎、尼斯等城市先前頻傳恐攻事件，導致法國觀光業遭受重創。迪士尼此次砸大錢擴建巴黎迪士尼樂園，可望幫助當地觀光業加速復甦。[8]